# José Antonio Garza
José Antonio Garza y Ochoa est un ancien arbitre mexicain de football des années 1980 et 1990.

## Carrière
Il a officié dans une compétition majeure : 
- Gold Cup 1991 (1 match)